# Уездный комиссар Временного Правительства
Уездный комиссар Временного правительства — высшее должностное лицо на местах в период с марта по октябрь 1917 г., представитель Временного правительства в уезде. Вместе с губернскими комиссарами заменили губернское правление; впервые были назначены 5 марта 1917 г. Изначально полномочия комиссаров выполняли председатели земских управ: в губерниях их назначало само Правительство, в уездах — губернские комиссары. Возглавляли исполнительные комитеты.
В компетенцию комиссаров входило общее управление уездом, координация и надзор за законностью деятельности земских (уездных и волостных), а также городских органов самоуправления.
Например, первый уездный комиссар Усманского уезда — М. М. Охотников (ушёл отставку в конце апреля 1917 г. из-за позиции местных крестьян), последующий — М. Д. Русанов (секретарь Земства, присяжный поверенный), последний — Н. Н. Исполатов (не был утверждён).